# خوليو غوتيريز غارسيا
خوليو غوتيريز غارسيا (بالإسبانية: Julio Gutiérrez García)‏ هو منافس ألعاب قوى إسباني، ولد في 1962.

## روابط خارجية
- خوليو غوتيريز غارسيا على موقع Paralympic.org (الإنجليزية)
- خوليو غوتيريز غارسيا على موقع اللجنة البارالمبية الإسبانية (الإسبانية)